# Campionati europei di atletica leggera 2010 - Maratona maschile

## Podio
| #       | Atleta               | Nazionalità | Tempo     |
| ------- | -------------------- | ----------- | --------- |
| Oro     | Viktor Röthlin       | Svizzera    | 2h 15'31" |
| Argento | José Manuel Martínez | Spagna      | 2h 17'50" |
| Bronzo  | Dmitrij Safronov     | Russia      | 2h 18'16" |

## Record
Prima di questa competizione, il record del mondo (RM), il record europeo (EU) ed il record dei campionati (RC) sono i seguenti:
| Record                | Prestazione | Atleta                        | Data                                | Competizione                                |
| --------------------- | ----------- | ----------------------------- | ----------------------------------- | ------------------------------------------- |
| Record mondiale       | 2h 03'59"   | Haile Gebrselassie Etiopia    | 28 settembre 2008 Berlino, Germania |                                             |
| Record europeo        | 2h 06'36"   | Benoît Zwierzchiewski Francia | 6 aprile 2003 Parigi, Francia       |                                             |
| Record dei campionati | 2h 10'31"   | Martín Fiz Spagna             | 14 agosto 1994 Helsinki, Finlandia  | Campionati europei di atletica leggera 1994 |

## Programma
| Data           | Ora   | Turno  |
| -------------- | ----- | ------ |
| 1º agosto 2010 | 10:05 | Finale |

## Risultati

### Finale
Domenica 1º agosto, ore 10:05 CEST.
| #       | Atleta                | Paese         | Tempo     | Note |
| ------- | --------------------- | ------------- | --------- | ---- |
| Oro     | Viktor Röthlin        | Svizzera      | 2h 15'31" |      |
| Argento | José Manuel Martínez  | Spagna        | 2h 17'50" |      |
| Bronzo  | Dmitrij Safronov      | Russia        | 2h 18'16" |      |
| 4       | Ruggero Pertile       | Italia        | 2h 19'33" |      |
| 5       | Pablo Villalobos      | Spagna        | 2h 19'56" |      |
| 6       | Rafael Iglesias       | Spagna        | 2h 20'14" |      |
| 7       | Migidio Bourifa       | Italia        | 2h 20'35" |      |
| 8       | Lee Merrien           | Regno Unito   | 2h 20'42" |      |
| 9       | Aleksej Sokolov       | Russia        | 2h 20'49" |      |
| 10      | Luís Feiteira         | Portogallo    | 2h 21'28" |      |
| 11      | Ottaviano Andriani    | Italia        | 2h 21'32" |      |
| 12      | Mariusz Giżyński      | Polonia       | 2h 21'54" |      |
| 13      | Rens Dekkers          | Paesi Bassi   | 2h 22'03" |      |
| 14      | Hugo van den Broek    | Paesi Bassi   | 2h 22'06" |      |
| 15      | Oleg Kulkov           | Russia        | 2h 22'24" |      |
| 16      | Dave Webb             | Regno Unito   | 2h 23'04" |      |
| 17      | Koen Raymaekers       | Paesi Bassi   | 2h 23'24" |      |
| 18      | Günther Weidlinger    | Austria       | 2h 23'37" |      |
| 19      | Dan Robinson          | Regno Unito   | 2h 24'06" |      |
| 20      | Alberto Chaíça        | Portogallo    | 2h 24'14" |      |
| 21      | Erik Petersson        | Svezia        | 2h 24'29" |      |
| 22      | Wodage Zwadya         | Israele       | 2h 24'39" |      |
| 23      | Ayele Setegne         | Israele       | 2h 26'26" |      |
| 24      | Ben Moreau            | Regno Unito   | 2h 27'08" |      |
| 25      | Oleksiy Rybalchenko   | Ucraina       | 2h 27'34" |      |
| 26      | Patrick Stitzinger    | Paesi Bassi   | 2h 28'02" |      |
| 27      | Vasyl Matviychuk      | Ucraina       | 2h 28'26" |      |
| 28      | Martin Williams       | Regno Unito   | 2h 28'30" |      |
| 29      | Jesper Lind Faurschou | Danimarca     | 2h 28'34" |      |
| 30      | Dastaho Svnech        | Israele       | 2h 28'36" |      |
| 31      | Daniele Caimmi        | Italia        | 2h 29'18" |      |
| 32      | Anton Kosmac          | Slovenia      | 2h 29'56" |      |
| 33      | Toni Bernadó Planas   | Andorra       | 2h 30'52" |      |
| 34      | Brihun Weve           | Israele       | 2h 31'47" |      |
| 35      | Primoz Kobe           | Slovenia      | 2h 31'47" |      |
| 36      | Kristoffer Österlund  | Svezia        | 2h 32'16" |      |
| 37      | Ronald Schröer        | Paesi Bassi   | 2h 33'18" |      |
| 38      | Zohar Zemiro          | Israele       | 2h 36'58" |      |
| 39      | Marcel Tschopp        | Liechtenstein | 2h 37'14" |      |
| 40      | Robert Kotnik         | Slovenia      | 2h 40'57" |      |
| 41      | Javier Díaz           | Spagna        | 2h 42'41" |      |
| 42      | José Moreira          | Portogallo    | 2h 43'56" |      |
| 43      | Ivan Ramirez Bator    | Andorra       | 2h 51'42" |      |
| 44      | Christian Pflügl      | Austria       | 2h 53'15" |      |
| 45      | Alan Manchado Vila    | Andorra       | 3h 12'40" |      |
| -       | Tobias Sauter         | Germania      | -         | NF   |
| -       | Adam Draczyński       | Polonia       | -         | NF   |
| -       | Denis Curzi           | Italia        | -         | NF   |
| -       | Ignacio Cáceres       | Spagna        | -         | NF   |
| -       | Fernando Silva        | Portogallo    | -         | NF   |
| -       | Yuriy Abramov         | Russia        | -         | NF   |
| -       | Oleksandr Sitkobskyy  | Ucraina       | -         | NF   |
| -       | Henryk Szost          | Polonia       | -         | NF   |
| -       | Tilahun Aliyev        | Azerbaigian   | -         | NF   |
| -       | José Ríos             | Spagna        | -         | NF   |
| -       | Adil Bouafif          | Svezia        | -         | NF   |
| -       | Martin Beckmann       | Germania      | -         | NF   |
| -       | Øystein Sylta         | Norvegia      | -         | NF   |
| -       | Andi Jones            | Regno Unito   | -         | NF   |
| -       | Hermano Ferreira      | Portogallo    | -         | NF   |
| -       | James Theuri          | Francia       | -         | NF   |
| -       | Stefano Baldini       | Italia        | -         | NF   |
| -       | Florian Prüller       | Austria       | -         | NF   |
| -       | Jordi Royo Lozano     | Andorra       | -         | NF   |

Legenda: NF = ritirato.